# 貝克鎮區 (堪薩斯州克勞福德縣)
貝克鎮區（英語：Baker Township）為位在美國堪薩斯州克勞福德縣的鎮區。2010年美国人口普查中該鎮區人口有3,408人。

## 地理
貝克鎮區涵蓋面積147.2平方（56.8平方英里），此鎮區圍繞著城市匹兹堡。

### 墓園
根據美國地質調查局的資料，此鎮區擁有3座墓園：
- 迪茨墓園（Dietz Cemetery）
- 弗蘭特納克墓園（Frontenac Cemetery）
- 西尤寧墓園（West Union Cemetery）

### 溪流
通過此鎮區的溪流有：
- 東考溪（East Cow Creek）
- 第一考溪（First Cow Creek）
- 第二考溪（Second Cow Creek）

## 人口統計
根據2010年美國人口普查，貝克鎮區人口有3,408人，人口密度為23.49人/每平方公里。此鎮區居民之種族有95.69%為白人；0.7%為非裔美洲人；0.7%為美洲原住民；0.44%為亞洲人；0.03%為太平洋島民；0.97%為其他種族；另外有1.47%為混血種族。而西班牙裔或拉丁裔美洲人佔此鎮區人口的2.67%。

## 外部連結
- US-Counties.com
- City-Data.com（页面存档备份，存于）